# Honey & Мед
Honey & Мед — сингл украинской певицы Тины Кароль, выпущенный 28 апреля 2023 года. Песня отличается от большинства других записей Тины Кароль в первую очередь тем, что в её тексте используются фрагменты на украинском и английском языках. Саунд-продюсером, автором музыки и слов является сама певица.

## Описание
«Honey & Мед» – это история одной любви, которая знакома многим. Используя аллегории, Тина сравнивает чувства со стихиями. Певица впервые в своей карьере выпустила авторскую песню на двух языках, английском и украинском. В данной композиции гармонично сочетается современный саунд и лирика любовной баллады. 
Певица не случайно выпустила трек, написанный на двух языках. Тина видит в этом особую миссию, а именно культурную экспансию украинской музыки среди мировой аудитории, прославляя таким образом современную музыкальную Украину.
Миксинг и мастеринг песни делал обладатель 16 премий Грэмми Джейсен Джошуа, известный по работам с Бейонсе, Рианной, Джастином Тимберлейком и другими. Над аранжировкой работала украинская команда музыкантов, которая создавала магию более четырех месяцев, хотя вокал певицы был записан с первого дубля. Саунд-продюсером, автором музыки и слов стала Тина Кароль.

## Музыкальное видео
Съёмки видеоклипа на песню «Honey & Мед» проходили в Лос-Анджелесе. Автором клипа выступил украинский режиссёр Генри Липатов, мировую славу которому принесли видеоработы с такими артистами как Эминем, Дженнифер Лопес, 50 Cent, Linkin Park и многие другие.
На протяжении всего клипа можно увидеть разнообразные символы, передающие актуальное внутреннее состояние каждого украинца.
“Песня Тины Кароль «Honey & Мед» покорила меня! Видеоклип представляет собой потрясающий набор визуальных эффектов: весь клип Тина закутана в белое одеяло, которое будто стало её крепостью. Вдохновителем кадров с акулами в небе стал художник Lysergick Art. Эти кадры – аллегория на сопротивление, в котором находится каждый украинец и Тина сегодня: хрупкая девушка, которая не боится самовыражения и идёт на встречу трудностям. Значение сцены с стекающим с головы Тины мёдом – исцеление и трансформация. Гвозди на доске – достижение внутреннего мира и гармонии”, – комментирует содержание символов Генри Липатов.
Премьера клипа состоялась в особый день для Тины Кароль, а именно 28 апреля — в день памяти её мужа Евгения Огира, ушедшего из жизни ровно 10 лет назад, 28 апреля 2013 года.
“Евгений всегда хотел, чтобы я не останавливалась, чтобы пела и звучала. И этот клип — как моё обращение к нему: «Смотри, я могу…”, – сказала Тина Кароль.

## Скандалы
После скандала, разгоревшегося вокруг Тины Кароль и её нового видеоклипа «Honey & Мед», певица приняла серьёзное решение и записала видеообращение. В нём певица объяснила, что на съёмках не всегда сталкивается с людьми, которые могут работать над клипом. Артистка заверила, что не знала о причастности к съёмкам её клипа россиян и потребовали извинений от компании-продакшна.
Информация о том, что над съёмками клипа работали россияне, впервые появилась в Telegram-канале «Культурная прачечная» 28 апреля почти сразу же после премьеры ролика.
28 апреля, во время утреннего прямого эфира в студии «Завтрак с 1+1» исполнительница официально выступила с заявлением, что удаляет клип на песню «Honey & Мед» из сети.
Певица подчеркнула, что не намерена ни в каком виде сотрудничать с россиянами.
«Я удаляю этот клип. Это дорого для меня. Это больно для меня. Но мы не имеем права себе позволить, чтобы даже так, косвенно появлялись такие нарративы. Я не хочу. Для меня моя репутация – это вся моя жизнь. Я пою и работаю в этой стране и для меня война началась в 2014 году. Я люблю это государство и уже давно поставила национальные интересы выше своих», — сказала Кароль.

## Список композиций
| №                   | Название                             | Автор(ы)            | Длительность |
| ------------------- | ------------------------------------ | ------------------- | ------------ |
| 1.                  | «Honey & Мед»                        | Тина Кароль         | 3:25         |
| 2.                  | «Мед»                                | Тина Кароль         | 3:25         |
| 3.                  | «Honey & Мед» (Instrumental Version) | Тина Кароль         | 3:25         |
| Общая длительность: | Общая длительность:                  | Общая длительность: | 10:14        |

## Участники записи
- Саунд-продюсер: Тина Кароль
- Вокал: Тина Кароль
- Музыка: Тина Кароль
- Слова: 
  - Тина Кароль,
  - Нана Смит
- Миксинг: Джейсен Джошуа
- Микс-инженер: Майк Сиберг
  - Помощник:  Джейкоб Ричардс
  - Помощник:  Рэйчел Блюм
  - Помощник: DJ Riggins
- Мастеринг: Джейсен Джошуа
- Гитара: Антон Попов

## История релиза
| Регион  | Дата           | Формат                      | Версия               | Лейбл                 | Ист.   |
| ------- | -------------- | --------------------------- | -------------------- | --------------------- | ------ |
| Украина | 27 апреля 2022 | Радиоротация                | Украинская           | Самостоятельный релиз | [ 18 ] |
| Мир     | 28 апреля 2022 | Цифровая загрузка, стриминг | Английско-украинская | Самостоятельный релиз | [ 19 ] |